# 3509 Sanshui
A 3509 Sanshui (ideiglenes jelöléssel 1978 UH2) a Naprendszer kisbolygóövében található aszteroida. A Bíbor-hegyi Obszervatórium fedezte fel 1978. október 28-án.